# Onasemnogen abeparvovek
Onasemnogen abeparvovek (INN, angl. onasemnogene abeparvovec, obchodní název Zolgensma) je genová terapie používaná k léčbě spinální svalové atrofie (SMA). Funguje na bázi vytvoření nové kopie genu, který kóduje SMN protein. V roce 2019 byl schválen pro léčbu dětí mladších dvou let s touto nemocí. Podává se intravenózně jedna dávka společně s dvouměsíčním podáváním kortikosteroidů.

## Vedlejší účinky
Běžným vedlejším efektem je zvracení a zvýšení jaterních enzymů. Vážným vedlejším efektem mohou být jaterní problémy a nízká hladina krevních destiček. 

## Povolení léku

### Ve světě
Zolgensma byla povolena v roce 2019 v USA a v roce 2020 v Japonsku. V březnu 2020 Evropská léková agentura doporučila podmíněně použití pro děti s SMA 1 nebo jakýkoliv SMA typ u lidí(dětí), kteří nemají více než 3 kopie SMN2 genu. V Anglii a ve Skotsku byla Zolgensma schválená v březnu 2021, v Anglii ještě nebyly oznámeny všechny omezující faktory pro podání léku, například určitý věk a určitá váha.  Scottish Medicines Consortium 21.3. 2021 oznámilo podmínky pro podání Zolgensmy ve Skotsku - musí být diagnostikována SMA 1 a pacient musí mít speciální mutaci na genu SMN1. Informace o možnosti podání Zolgensmy samoplátcům nebyly oznámeny. 

### Speciální povolení léku v ČR
V ČR byl lék mimořádně schválen 20. dubna 2020 pro 3 děti se SMA mladší 2 let s aplikací ve Fakultní nemocnici v Motole. Lék po prvotním schválení neměl být hrazen pojišťovnou, ale z probíhajících veřejných sbírek.  Na konci dubna 2020 bylo rozhodnuto, že lék těmto 3 dětem uhradí jejich zdravotní pojišťovny. 
- Lék byl v létě 2020 aplikován pouze dvěma dětem ze 3dětí, kterým bylo proplacení léku pojišťovnou mimořádně schváleno. Jedno z dětí mělo v době schválení takové lékařské výsledky, které vedly v létě 2020 k nedoporučení léčby Zolgensmou ve FN MOTOL.[8] Jedním z hlavních problémů byla intubace a plicní ventilace dítěte. [9] V USA však intubované dítě na plicní ventilaci léčené Spinrazou po soudní při Zolgensmu dostalo, přežilo a dělá pokroky. [10] [11]
- Lék byl do konce prosince 2020 podán 5 dětem – nejen ve FN Motol, ale i ve FN Brno a v Thomayerově nemocnici. [12]
- V prosinci 2020 vyjednala VZP s výrobcem léku výraznou slevu léku kvůli hromadné objednávce pro 13 dětí, kterým ho lékaři doporučují a akutně lék z časových důvodů potřebují, neboť limitem pro podání léku je v České republice věk – den 3. narozenin a váha – 13,5 kg.[13][14]
- Ke dni 27.2.2023 lék dostalo 39 dětí. Proplácí ho již i další zdravotní pojišťovny.[15]

### Podmínečná registrace léku v EU
- 18.5.2020 dostal lék podmínečnou registraci na jeden rok od Evropské komise, což umožní standardní podávání léku v Evropské unii s omezeními vztahujícími se k účinkům léku (váha dítěte). [16]
- Přípravek Zolgensma je dle něj v Evropské unii určen k léčení závažného a vzácného dědičného onemocnění malých dětí nazývaného spinální svalová atrofie (SMA – spinal muscular atrophy). Je schválen k léčbě pacientů s 5q spinální muskulární atrofií (SMA) s bialelickou mutací genu SMN1 a klinicky stanovenou SMA 1. typu, nebo pacientů s 5q SMA s bialelickou mutací genu SMN1 a až 3 kopiemi genu SMN2. Lze ho podat dětem starším 2 let, avšak s váhou do 21 kg kvůli bezpečnosti a účinnosti přípravku.[16] [17] [18]
- V ČR ho budou hradit zdravotní pojišťovny, neb může vyjít levněji než celoživotní podávání léku Spinraza [19]
- U těžších forem SMA musí ošetřující lékař vzít v úvahu, že terapeutický přínos léku je významně nižší u pacientů s těžkou svalovou slabostí a respiračním selháním, pacientů na trvalé ventilaci či pacientů neschopných polykat.
- „Přínos a riziko u pacientů s pokročilou SMA, kteří jsou na trvalé ventilaci a neprospívají, nebyly stanoveny.“[20]

## Studie
- První klinická studie NCT02122952 zvaná START zjišťovala úspěšnost léku u 15 dětí s počátečním věkem do 6měsíců. Pacienti byli rozděleni do dvou skupin, jedna s 12 dětmi dostala vyšší dávku Zolgensmy, 3 děti dostaly nižší dávku léku Zolgensma. Ve 20měsících věku sledovaných dětí byly všechny bez příhody (úmrtí či trvalé ventilace). [21]
- Dle studie AVXS-101-CL-303 byl proveden výzkum u 22 pacientů s SMA 1.typu a dvěma kopiemi SMN2. Při podání léku Zolgensma byl jejich věk v rozmezí 0,5 až 5,9 měsíců. Ze 22 dětí tři předčasně odstoupily, neboť u dvou došlo k příhodě (úmrtí nebo trvalé ventilaci), což znamená 90,9 % (95 % CI: 79,7 %, 100,0 %) přežití bez příhody (pacient je živ a bez trvalé ventilace) ve věku 14 měsíců. [22] Dle SÚKL se jednalo o 21 dětí zařazených do výzkumu. [23] Dle SMA News Today a počtu pacientů zapojených do výzkumu (22) se jednalo rovněž o výzkumnou skupinu nazvanou STR1VE (NCT03306277). [21]
- Evropská studie nazvaná STR1VE-EU (NCT03461289) má podobné předběžné výsledky, závěry budou známy na podzim 2020.[21]
- Lék se v současnosti ( v roce 2020) testuje na různých kontinentech a v různých věkových skupinách až do 5let (u SMA II).
- Připravuje se výzkum u pacientů bez omezení věku a typu SMA. [21]

Hodnocenými parametry účinnosti léku jsou:
- 1) Přežití dítěte
- 2) Životní závislost na plicní ventilaci
- 3) Sezení bez opory po určitou dobu v určitém věku.
- 4) Nutriční podpora
- 5) Tzv. CHOP INTEND (Children’s Hospital of Philadelphia Infant Test of Neuromuscular Disorders)

Lék Zolgensma pomáhá například slovenskému chlapci Riškovi, který trpí SMA I, a lék dostal krátce před 2.narozeninami. 
 Lék dostal i 23 měsíční chlapec Axel, který má tracheostomii, v New Orleans v USA. 

## Název léku
Zolgensma je obchodní název léku. Léčivou látkou je onasemnogen abeparvovec. Jméno vychází ze schématu názvosloví pro léčivé přípravky pro moderní terapii. Některé předpony jsou voleny volněji tak, aby se odlišily jednotlivé léčivé látky mezi sebou. Některé jsou naopak vázány pravidly (-gene, -parvo, -vec).
Možný vznik názvu:
- Ona – jedná se o 1 gen, z anglického „one“.
- Semno – modifikace zkratky pro SMN (Survival of Motor Neuron 2 gene).
- Gene označuje, že se jedná o gen.
- Abe – tzv. promotor genu (Chicken Actin Beta, resp. Chicken Beta Actin, CBA).
- Parvo – označující adeno-asociovaný virus (AAV).
- Vec – nereplikující se virový vektor.

## Nejdražší lék světa
- Látka stojí 2,125 milionů dolarů na jedno léčení, což z ní udělalo v roce 2019 nejdražší lék světa.

## Různé
Odborníci chtějí dosáhnout plošného screeningu novorozenců kvůli včasnému podchycení pacientů se SMA, což by vedlo k lepším výsledkům léčby. Včasná terapie by dle odborníků mohla umožnit normální motorický vývoj člověka s touto nemocí. To se podařilo a od 1.1.2022 po dobu dvou let probíhá v České republice pilotní studie plošného screeningu novorozenců kvůli včasnému zjištění SMA a podání léčby. Je součástí tzv. novorozeneckého screeningu vzácných onemocnění. K 30.11.2022 bylo takto včas zjištěno 6 novorozenců se SMA.